# Richtfunknetz der Partei
Das Richtfunknetz der Partei, auch als Schmalbandrichtfunknetz oder einfach als RFN bezeichnet, überlagerte in der DDR als Richtfunknetz die von der Sozialistischen Einheitspartei Deutschland (SED) genutzten drahtgebundenen Fernmeldeverbindungen. Es existierte unabhängig von allen Einrichtungen der Deutschen Post. In zwei Netzebenen errichtet, waren alle Bezirks- und Kreisleitungen der Partei im Netz erfasst. Seine Errichtung folgte einer Schlussfolgerung aus den Ereignissen um den Volksaufstand in der DDR am 17. Juni 1953, welche größte Probleme in der Kommunikation über das Fernmeldenetz der Deutschen Post von „Oben“ nach „Unten“ und umgekehrt bereitete. Im August 1955 beschäftigte sich das Politbüro mit Fragen zum Thema „Dezimeter Nachrichtenlage“ (TOP 13), ein Thema aus dem Bereich des Richtfunks. Es darf davon ausgegangen werden, dass mit diesem Thema die Errichtung des Richtfunknetzes im Mittelpunkt stand. Das im Jahr 1956 aus dem Sachsenwerk Radeberg gegründete VEB RAFENA-Werk Radeberg begann mit der Produktion kleinkanaliger Richtfunkverbindungsgeräte, u. a. auch für das Netz der Partei.
Das Netz wurde zunächst in Verantwortung der SED konzipiert, berechnet, errichtet und betrieben. Fachkräfte dazu wurden aus allen Bereichen der Wirtschaft und der bewaffneten Organe geworben. Zum Aufbau der Richtfunktürme bediente man sich einer parteieigenen Firma, der Fundament GmbH. Weder war es ein Netz des Ministeriums des Innern noch des Nationalen Verteidigungsrates der DDR. Der größte Teil der technischen Mitarbeiter wurde an der technischen Schule der Abteilung Fernmeldewesen des ZK der SED in Brandenburg an der Havel ausgebildet.

## Struktur des Netzes
Das Netz war DDR-weit, vom ZK der SED in Berlin bis in den letzten Kreis, strukturiert. Die Netzebene 1 erfasste alle Bezirksleitungen, die Netzebene 2 alle Kreisleitungen der Partei. Je Bezirk der DDR wurde eine Bezirksrichtfunkzentrale, abseits von Stadtzentren und Ballungsgebieten der Industrie, errichtet. Die Bezirksrichtfunkzentralen waren Einrichtungen der jeweiligen Bezirksleitung der Partei. Das Führungs- und technische Personal waren deren Angestellte. In der Phase ihrer Errichtung bestand mit der NVA keine Kooperation.
Von den Bezirksrichtfunkzentralen wurden Verbindungen nach Berlin, zur Bezirksleitung und in die Kreise des Bezirkes organisiert. Die Existenz des Netzes unterlag strengster Geheimhaltung. Alle Sendetürme waren eingezäunt und wurden von bewaffneten Mitarbeitern des Ministeriums des Innern der DDR bewacht. Die Verantwortung für das Netz lag bei der Abteilung Fernmeldewesen des ZK.

## Installation der Bezirksrichtfunkzentralen (BzRFuZ)

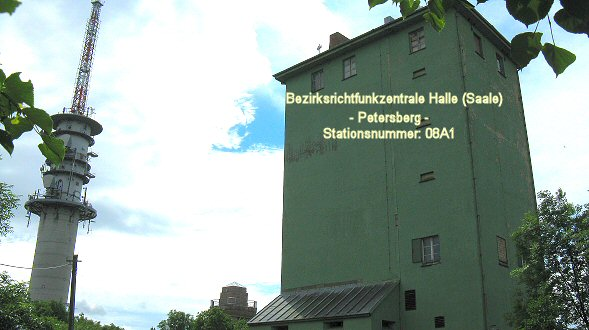
Ehemalige Bezirksrichtfunkzentrale Halle (Saale) der Partei

Die technischen Einrichtungen der Bezirksrichtfunkzentralen waren anfangs in Behelfseinrichtungen untergebracht, ab Ende der 1950er Jahre in den so genannten A-Türmen. Alle BzRFuZ wurden als A1-Objekte bezeichnet. Die Zuordnung der Bezirksschlüsselzahl definierte ihre Zugehörigkeit zum Bezirk, so z. B. die BzRFuZ Halle (Saale) mit der Nummerierung 08A1. Neben den Türmen für die BzRFuZ entstanden innerhalb eines Bezirkes weitere Türme für Relaisstellen. Infolge der begrenzten Funkreichweite oder fehlender quasioptischer Sicht war nicht in allen Richtungen zu den Gegenstellen die Herstellung direkter Verbindungen möglich. In solchen Gebieten (z. B. Thüringer Wald) wurde auch die so genannte passive Richtfunkumlenkung praktiziert.

## Nummerierung der Richtfunkstellen
Im Netz wurde ein einheitliches System zur Nummerierung der Richtfunkstellen durchgesetzt. Es erfasste alle Bezirksrichtfunkzentralen (A1-Objekte), die Richtfunkendstellen bei den Bezirksleitungen der Partei, bemannte und unbemannte Relaisstellen. Jedem Objekt wurde in Abhängigkeit vom Standort eine Bezirksschlüsselzahl zugeordnet. Somit wurde z. B. aus dem A1-Objekt auf dem Petersberg die Bezirksrichtfunkzentrale Halle (Saale) mit der Kennung 08A1. Alle Objekte innerhalb eines Bezirkes trugen die gleiche Bezirksschlüsselnummer. Sie unterschieden sich lediglich durch den Buchstaben und die zugeordnete fortlaufende Zahl, 08A2, 08A3 … n. Die 08A2 war z. B. eine bemannte Relaisstelle, die 08B2 eine unbemannte (nur technisch gesichert) und die 08C2 eine passive Richtfunkumlenkung. Spätere Mitnutzer des Netzes wurden in dieses System eingeordnet.

## Mitnutzer des Netzes

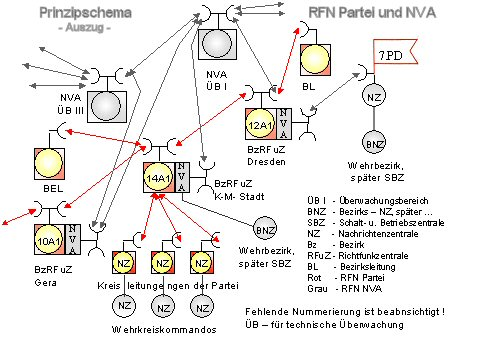
Prinzipschema (Auszug) des RFN der Partei und der NVA

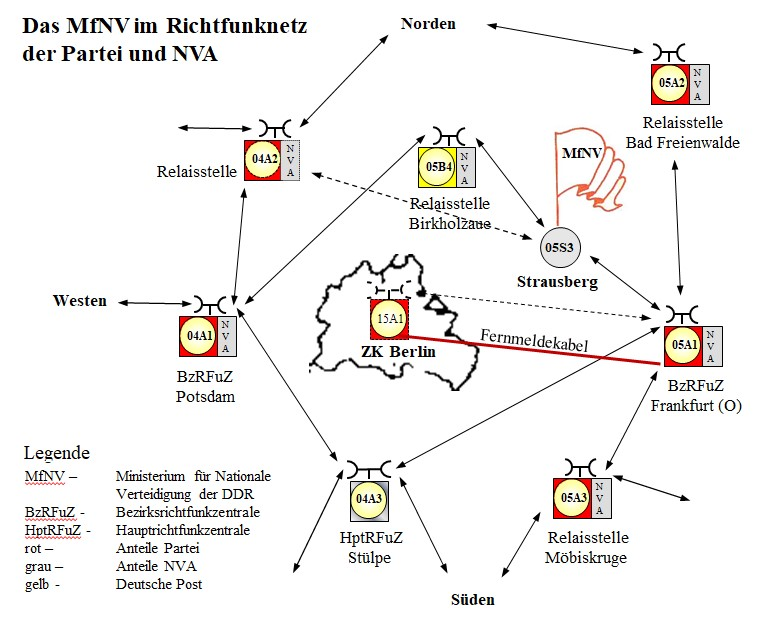
Das Ministerium für Nationale Verteidigung der DDR als Sonderobjekt im RFN

In der zweiten Hälfte der 1960er Jahre erschien die Nationale Volksarmee (NVA) als Mitnutzer im Netz. Eine Vereinbarung zwischen dem ZK der SED und dem Ministerium für Nationale Verteidigung (MfNV) machte dies möglich. Veränderte Führungsstrukturen und die Neuausrichtung von Aufgaben der territorialen Organe in einem möglichen Krieg erforderten eine Anpassung der Führung und vor allem der Führungsverbindungen bis nach unten. Diesem Umstand dienten umfangreiche Investitionen der NVA. Es wurden neue A-Türme gebaut, z. B. auf dem Sorgenberg bei Machern, auf dem Keulenberg bei Usadel und das Objekt des 1936 errichteten Rundfunksenders in Stülpe wurde umgebaut. Die Deutsche Post hatte an diesem Objekt kein Interesse mehr, ihr stand der Richtfunkturm „Petkus“ zur Verfügung. Investiert wurde in bauliche Erweiterungen der BzRFuZ der Partei, Richtfunk-, Anpass- und Vermittlungstechnik wurde in deren Türmen beigestellt. Neben dem Netz der Partei ging Ende der 1960er Jahre ein Netz der NVA in Betrieb. Im Bestand waren Richtfunkstrecken, die von der Hauptrichtfunkzentrale Stülpe, den Bereichsrichtfunkzentralen Nord bei Usadel und Süd bei Machern sternförmig zu den Bezirksrichtfunkzentralen der Partei und zu Sonderobjekten der NVA organisiert waren. Letztgenannte waren Stäbe von Verbänden, der Militärbezirke und Kommandos, von gedeckt vorbereiteten Führungsstellen und Wehrbezirkskommandos. Eines der Sonderobjekte war das MfNV mit einer Endstelle, installiert in der Hauptnachrichtenzentrale des Ministeriums für Nationale Verteidigung. Die Wehrkreiskommandos nutzen den Zugriff zum Richtfunknetz über die Kreisleitungen der Partei.
In beiden Netzen wurden Fernsprech- und Fernschreibverbindungen automatisch durch Wahl entsprechender Nummern durch die berechtigten Teilnehmer hergestellt. Gleichgeschaltete Rufnummern erleichterten die Wahl. Speziell im Richtfunknetz der NVA waren neben den wahlfähigen Verbindungen eine definierte Anzahl von Kanälen zwischen den Führungsebenen gedeckt vorbereiteter Führungsstellen (Sonderobjekte) geschaltet. Die Kanäle lagen in ständiger Bereitschaft zur Nutzung als verschlüsselte Verbindungen. Der Überstieg von einem Netz in das andere war technisch vorbereitet und basierte auf dem Austausch von Signalen.

## Aufklärung der Netze
Bereits in der Mitte der 1960er Jahre begann die Fernmeldeaufklärung des Heeres der Bundeswehr mit der Aufklärung der Netze. Der Informationsaustausch wurde im offenen Regime durchgeführt. Verschlüsselungstechnik fand keine Anwendung. Die erfassten Signale der Netze veranlassten zur Schaffung so genannter UHF-Erfassungssätze zum „Anschneiden“. Diese Aktivitäten blieben nicht unerkannt und führten zu einer starken Eingrenzung der Nutzung der Netze. Die Zahl der berechtigten Nutzer wurde erheblich eingegrenzt. Mit der Errichtung und dem Ausbau des „Integrierten Stabsnetzes der Partei- und Staatsführung und der bewaffneten Organe der DDR“, des so genannten Sondernetzes 1 (S 1), verloren die Richtfunknetze in der täglichen Kommunikation für richtfunkberechtigte Teilnehmer an Bedeutung. Vorzugsweise stellten sie ihre Verbindungen im S 1 her. Gemäß Parteibeschluss wurden die Netze per 1. Januar 1984 kostenfrei an die Deutsche Post übergeben. Die weitere Nutzung einer relativ hohen Anzahl von geschalteten Reservekanälen zu vorbereiteten Führungsstellen der NVA wurde über eine Vereinbarung zwischen der NVA und der Deutschen Post gesichert. Sie dienten der Übertragung von verschlüsselten Informationen in höheren Stufen der Gefechtsbereitschaft.
Ein für die zweite Hälfte der 1980er Jahre geplantes neues Richtfunknetz der zentralen Führungsbereiche unter Anwendung von Verschlüsselungstechnik und hoher Bandbreite (bis 1200 Kanäle) wurde vom Nationalen Verteidigungsrat aufgrund der schwierigen wirtschaftlichen Situation in die erste Hälfte der 1990er Jahre verschoben. Die geplante Investitionssumme an Grundmitteln und Bauinvestitionen im Umfang von rund 40 Millionen Mark der DDR wurde der Wirtschaft zur Verfügung gestellt. Dies wäre aber nur der NVA-Anteil des geplanten Ausbaues des Richtfunknetzes gewesen. Insgesamt belief sich die Planungsumme für die Rekonstruktion des RFN auf etwa 510 Millionen Mark der DDR.

## Nach der Wiedervereinigung
Mit der Wiedervereinigung Deutschlands gingen die Netze und alle Immobilien an die Deutsche Bundespost. Im Zuge der Modernisierung der Fernmeldenetze in den neuen Bundesländern wurde die Arbeit in den Richtfunknetzen eingestellt. Die A-Türme wurden ausgeräumt, entkernt und einer neuen Verwendung zugeführt. Betriebsräume und Antennenträger wurden Einrichtungen für die Anbieter von Mobilfunknetzen.

## Bilder

von den ehemaligen Richtfunknetzen der Partei und NVA
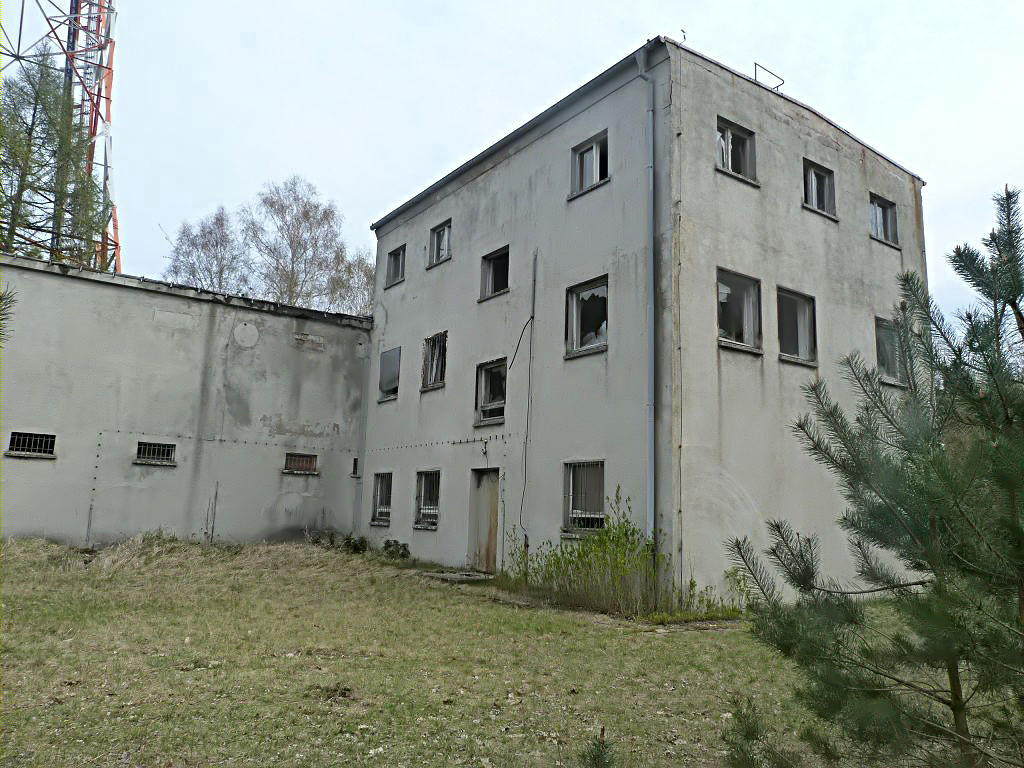
Betriebsgebäude der Hauptrichtfunkzentrale (HptRFuZ) der NVA
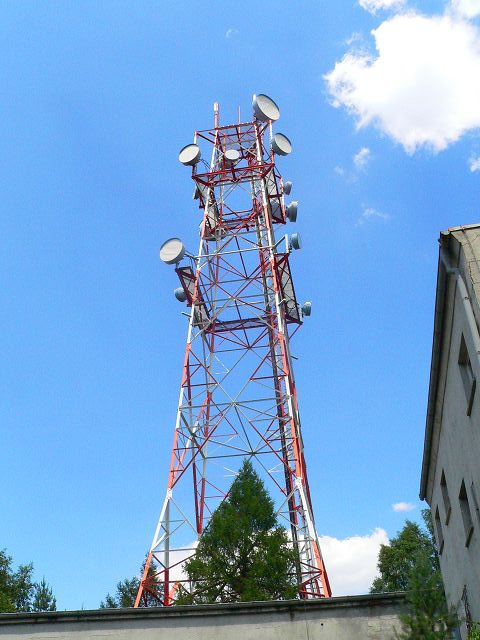
Antennenträger in der HptRFuZ der NVA
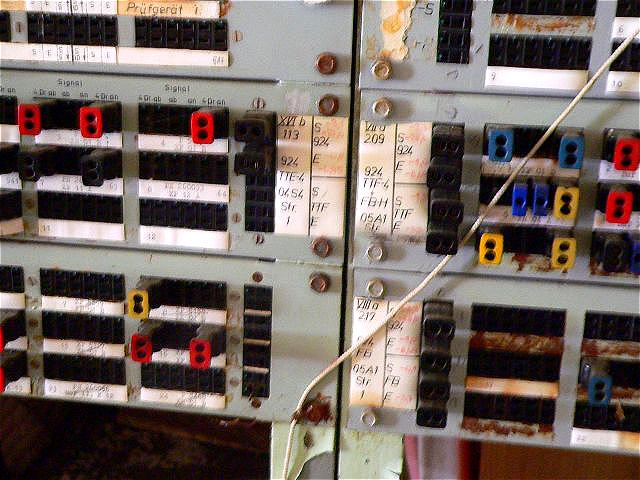
Buchsenplatte mit Angaben zu betriebenen Richtfunkrichtungen in der HptRFuZ der NVA
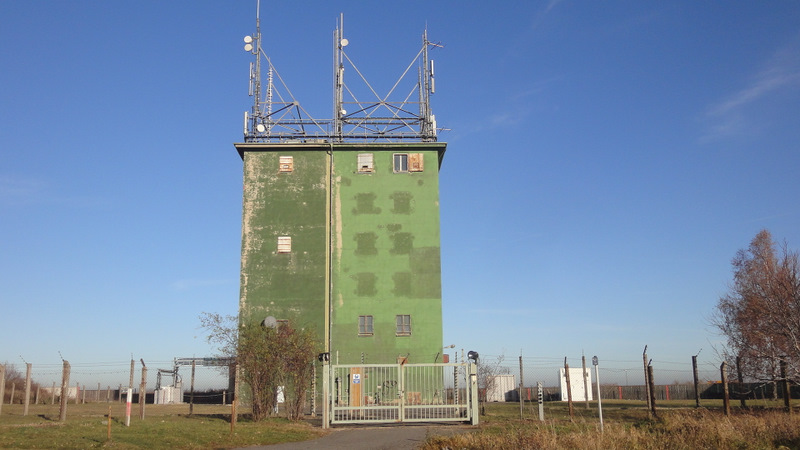
Fernmeldeturm (A-Turm) der ehemaligen Bezirksrichtfunkzentrale der Partei in Dresden-Gompitz
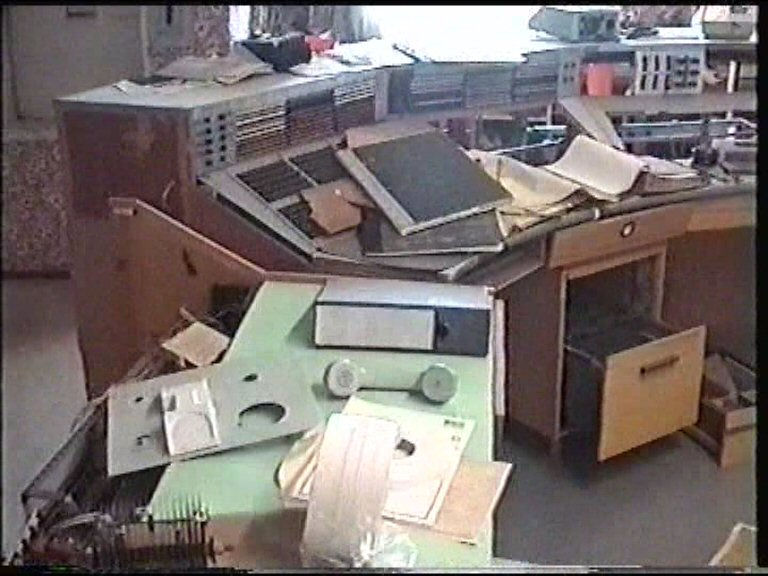
Ehemaliger Arbeitsplatz der Dispatcher in den Bezirksrichtfunkzentralen der Partei
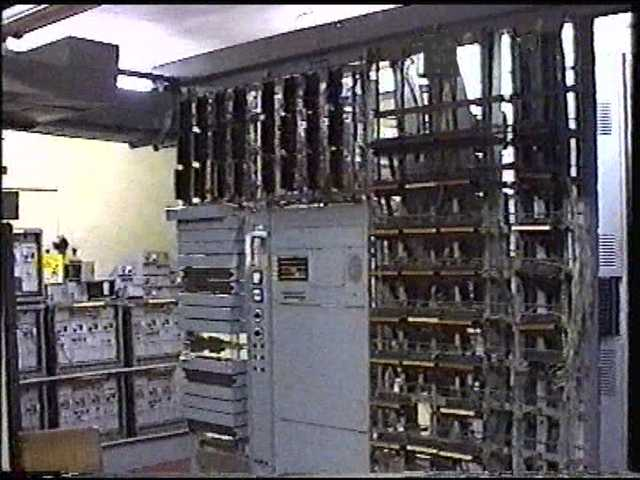
Fernsprechvermittlungs- und Trägerfrequenztechnik der NVA in einer Bezirksrichtfunkzenrale der Partei
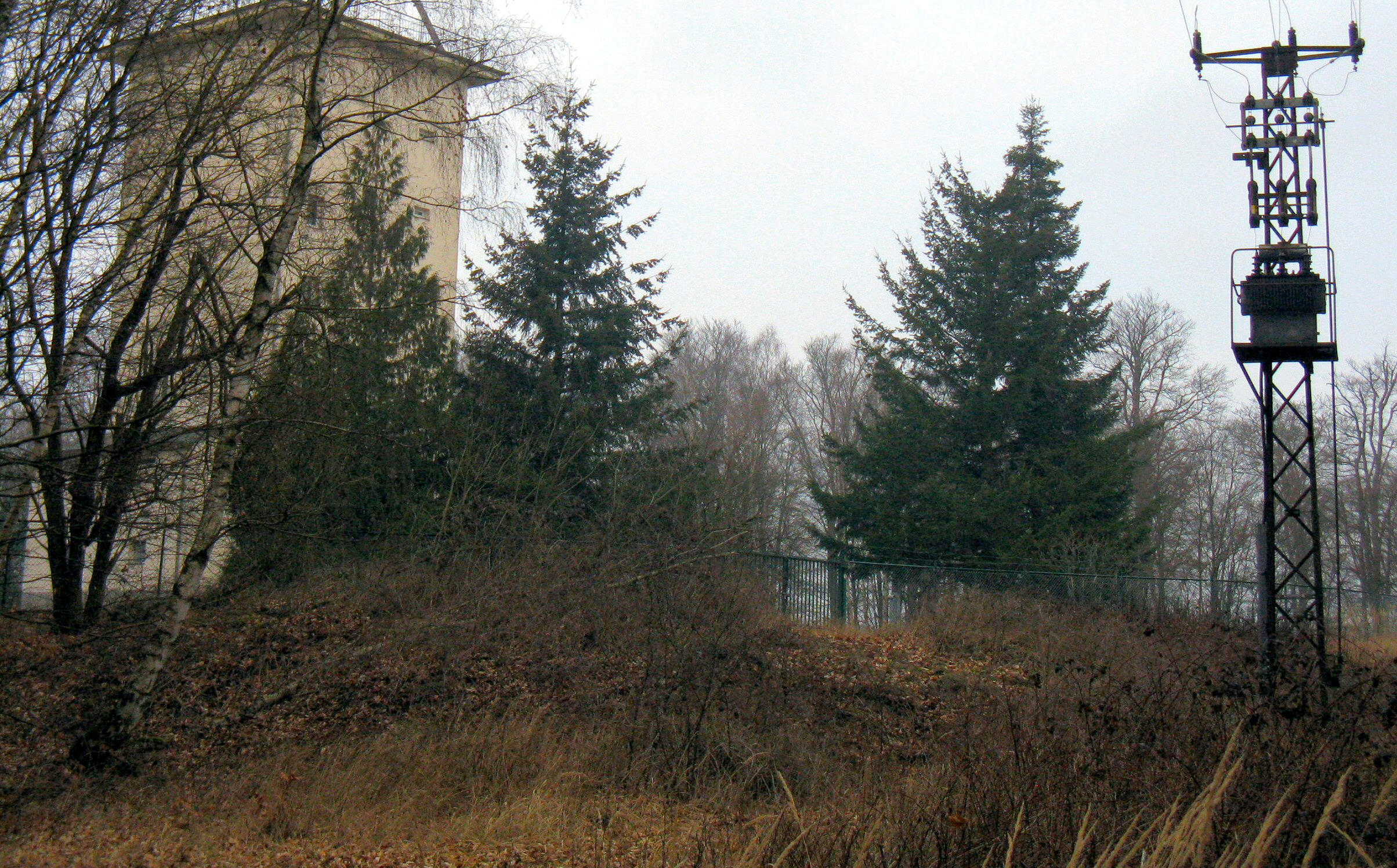
Die ehemalige Bereichsrichtfunkzentrale Nord im Richtfunknetz der NVA
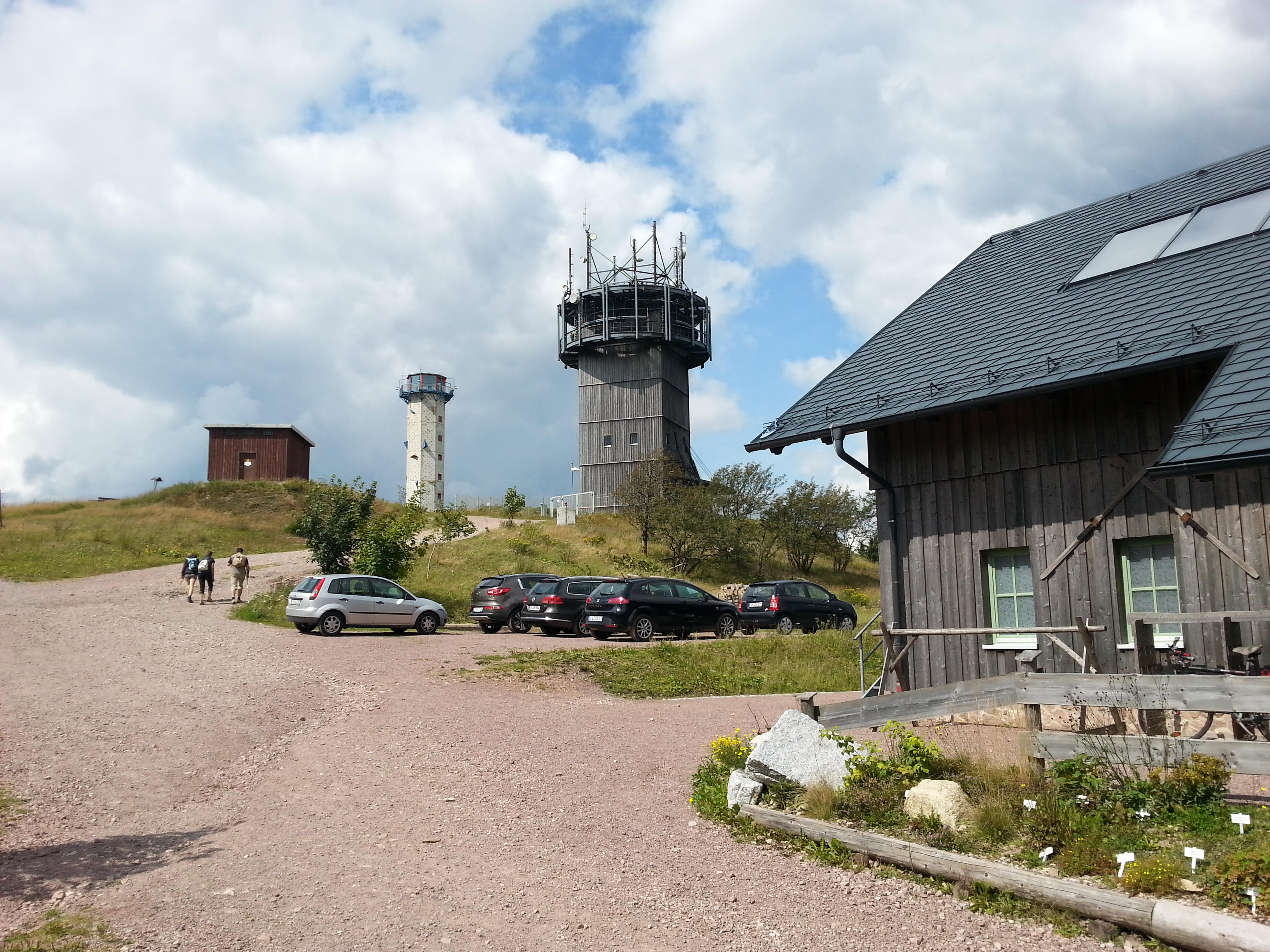
Die ehemalige Bezirksrichtfunkzentrale Suhl der Partei (SED) auf dem Schneekopf
Auszug aus dem Messprotokoll einer Richtfunkstrecke von 1979